# Général des finances
Général des finances era una carica dell'amministrazione francese delle finanze sotto l'Ancien Régime.
La responsabilità e le competenze dei "généraux des finances" (lett. Generali delle finanze) era la gestione delle finanze straordinarie, vale a dire le entrate reali dovute alle imposte.

L'istituzione dei Generale delle finanze si fa risalire all'istituzione dei généraux superintendants dagli Stati generali della Lingua d'oïl nel 1355, per controllare il livello di tassazione concesso dagli Stati al Re. 
Il carico delle imposte (imposizione fiscale) è stato rapidamente rimosso negli Stati dall'amministrazione reale e i Sovrintendenti generali hanno preso il nome di Generali delle finanze. I "Général des finances" sono quattro a partire dal Regno di Carlo VII, responsabili dell'amministrazione delle finanze straordinarie in una Généralité: Languedoc, Languedoïl, Normandia e Oltre-Senna-e-Yonne.
I "generali della finanza" sono responsabili per l'amministrazione delle finanze, la cui contabilità è lasciata a un Receveur général des finances: stati di previsione delle entrate e delle spese, distribuzione dell'importo delle tasse tra le regioni e controllo degli ordinativi di pagamento reali. 
Essi hanno autorità sopra gli "eletti" e gli esattori delle finanze. 
Hanno anche una funzione giurisdizionale; alcuni Généraux des finances sono sur le fait de justice (sui fatti che competono alla giustizia). 
Essi danno luogo alla nascita di una giurisdizione sovrana, conosciuta come la Cour des aides (Corte di aiuto).
I Généraux des finances formano con i tesorieri di Francia un consiglio di governo delle finanze conosciuto col nome di Messieurs des Finances (Signori delle Finanze), mantenendo le funzioni separate. 
Francesco I tenta di unificare questo sistema a partire dal 1523. 
In quel periodo è creato il Tesoriere del Risparmio, il nuovo fondo centrale della monarchia. 
Nel 1542 le entrate dei possedimenti reali (il "domaine") (finanze ordinarie) e le entrate dovute a imposte indirette, gabelle, aides e traites (finanza straordinaria) sono unificate nelle nuove recettes générales (entrate generali). 
Dal 1545 i Trésoriers de France e i Généraux des finances dovranno prendere residenza nella propria Généralité, cosa che mette fine al loro ruolo di gestione centrale delle finanze. 
Ci saranno gli intendenti delle finanze e i controllori generali delle finanze che gli succederanno in questo ruolo. 
Infine nel 1552, le funzioni di "Trésorier de France" e di "Général des finances" sono unificate nella nuova carica di Tesorieri generali di Francia.
Dal 1557 al 1577 si torna alla distinzione degli incarichi, ma il numero delle Généralité delle finanze è moltiplicato: ora ce ne sono due per ciascuna delle diciassette Généralité della Francia. 
L'unificazione definitiva delle funzioni di "Trésorier de France" e di "Général des finances" avviene nel 1577, con l'istituzione di una gestione collettiva delle finanze a livello regionale in nuovi organismi chiamati Uffici delle Finanze.